# Comuna Povorsk, Kovel
Povorsk (în ucraineană Поворськ) este o comună în raionul Kovel, regiunea Volînia, Ucraina, formată din satele Hulivka, Ozerne, Povorsk (reședința) și Zaiacivka.

## Demografie
Componența lingvistică a satului Povorsk
     Ucraineană (98,84%)
     Alte limbi (1,01%)
Conform recensământului din 2001, majoritatea populației satului Povorsk era vorbitoare de ucraineană (98,84%), existând în minoritate și vorbitori de alte limbi.